# Cavidad general

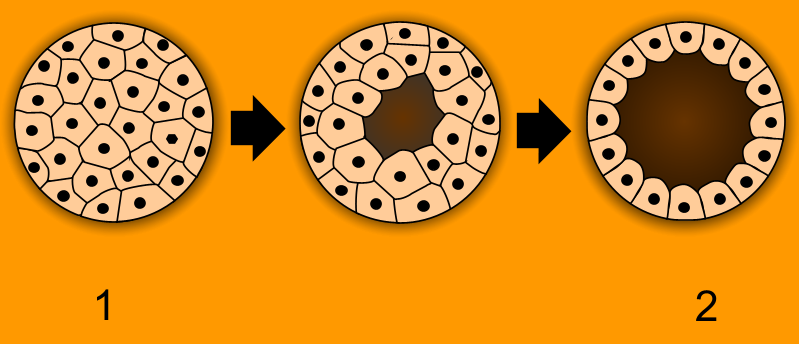
Transformación de la mórula maciza (1) en la blástula (2), la primera cavidad que se forma en el embrión.

En el organismo hay varias cavidades o espacios los cuales dan forma al cuerpo y a sus órganos, las cavidades contienen varios órganos y sentidos 
Se denomina cavidad general a la cavidad que se forma en el embrión en el transcurso de su desarrollo. No debe confundirse con la cavidad digestiva embrionaria (arquénteron), que está comunicada con el exterior por el blastoporo (boca embrionaria) y que por tanto no es una cavidad general en sentido embrionario. 
Tras la segmentación del Cigoto se forma una esfera maciza de células denominada mórula; esta casi siempre se ahueca para formar una blástula hueca, de manera que todas las células se sitúan en la periferia y dejan una cavidad central llena de líquido llamada blastocele, que se conoce como cavidad general primaria, por ser la primera que se forma en el embrión. Este blastocele embrionario persiste en los adultos de los animales llamados pseudocelomados, como los nematodos y rotíferos.
No obstante, el blastocele suele desaparecer en las siguientes etapas del desarrollo embrionario. Así, en los platelmintos, el mesodermo invade el blastocele que queda prácticamente obliterado, originado una arquitectura corporal adulta maciza, sin cavidad general; estos animales reciben el nombre de acelomados.
Por el contrario, en los embriones de los animales celomados (anélidos, moluscos, artrópodos, cordados), el mesodermo se ahueca y origina el celoma o cavidad general secundaria, llamada así por ser la segunda que se forma. El celoma puede persistir en el adulto o puede sufrir diferentes grados de reducción y modificación; por ejemplo, en tunicados y céfalocordados se desarrolla una gran cavidad atrial de origen ectodérmico, mientras que el celoma está bastante reducido y restringido.
- Datos: Q629138
- Multimedia: Body cavities / Q629138